# Marokkó az Eurovíziós Dalfesztiválokon
Marokkó egyetlen alkalommal vett részt az Eurovíziós Dalfesztiválon.
A marokkói műsorsugárzó a Société Nationale de Radiodiffusion et de Télévision, amely 1950-ben lett tagja az Európai Műsorsugárzók Uniójának, és 1980-ban csatlakozott a versenyhez.

## Története
Marokkó 1980-ban vett részt először, és az Eurovíziós Dalverseny első, és eddigi egyetlen afrikai résztvevője lett. A debütálásuk egyben az első arab nyelvű indulót is jelentette. Képviselőjük egy híres marokkói énekesnő, Samira Bensaïd volt, aki Bitaqat Khub című dalát adta elő. A dal mindössze 7 pontot kapott (mindet Olaszországtól), és ezzel Finnországot megelőzve az utolsó előtti helyen végzett. A rossz eredmény után az SNRT a visszalépés mellett döntött, és többé nem is tértek vissza.
2008-ban egy másik televíziós társaság, a 2M TV fejezte ki érdeklődését a versenyen való részvétel iránt, és jelentkezett az EBU tagságért. Amennyiben felvételt nyernek, lehetséges lesz Marokkó visszatérése.

## Résztvevők
| Év   | Előadó         | Dal          | Magyar fordítás | Döntő | Pontszám | Elődöntő          | Pontszám          |
| ---- | -------------- | ------------ | --------------- | ----- | -------- | ----------------- | ----------------- |
| 1980 | Samira Bensaïd | Bitaqat Khub | Szerelmeslevél  | 18.   | 7        | Nem volt elődöntő | Nem volt elődöntő |
|      |                |              |                 |       |          |                   |                   |

## Szavazás
Marokkó a következő országoknak adta a legtöbb pontot:
| #  | Ország             | Pont |
| -- | ------------------ | ---- |
| 1. | Törökország        | 12   |
| 2. | Németország        | 10   |
| 3. | Egyesült Királyság | 8    |
| 4. | Svájc              | 7    |
| 5. | Svédország         | 6    |

Marokkó a következő országoktól kapta a legtöbb pontot:
| #  | Ország      | Pont |
| -- | ----------- | ---- |
| 1. | Olaszország | 7    |

Forrás: